# Droits LGBT en Azerbaïdjan

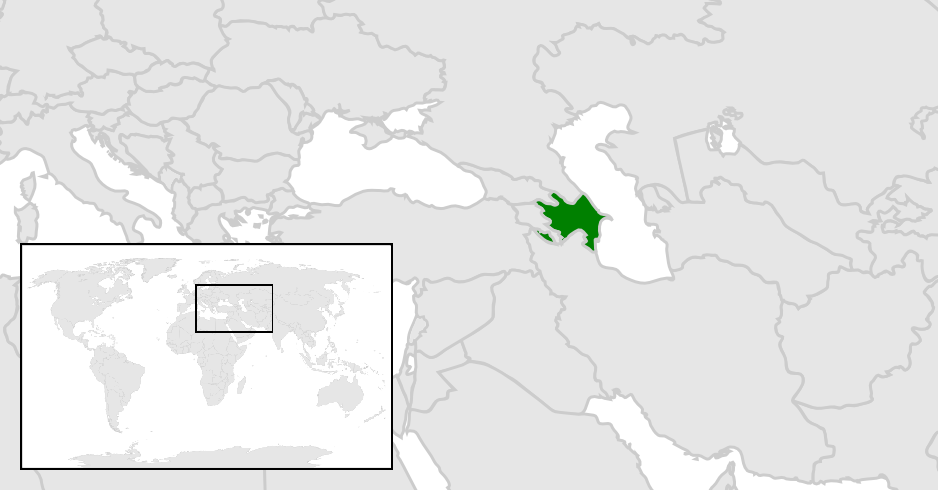
Localisation de l'Azerbaïdjan.

La loi qui interdisait les relations homosexuelles en Azerbaïdjan a été abolie en l'an 2000, mais les couples homosexuels ne sont pas reconnus et aucune loi ne protège les personnes lesbiennes, gaies, bisexuelles et transgenres (LGBT) des discriminations en Azerbaïdjan.
Un numéro spécial du journal officiel du Parlement, paru le 28 mai 2000, rapporte que le Parlement a approuvé un nouveau code criminel, et que le président a signé un décret pour le mettre en vigueur en septembre suivant. Il apparaît que l'ancien article 113 (hérité de l'ère soviétique) qui punissait la sodomie entre hommes de trois ans de prison, a été remplacé par un nouvel article 150, qui ne punit que les relations sexuelles forcées.
Bien que les rapports sexuels entre hommes adultes consentants aient été officiellement décriminalisés, des témoignages de violences policières contre les gays, principalement contre des prostitués, persistent. Les victimes demandent à rester anonymes dans leurs témoignages, de peur de représailles de la police (2001 Report of the International Helsinki Federation). La France a accordé l'asile politique à l'artiste azéri Babi Badalov, menacé par sa propre famille en raison de son homosexualité.
Des médias contrôlés par l'État utilisent l'accusation d'homosexualité pour discréditer des opposants au gouvernement et des journalistes de l'opposition,. 
La majorité sexuelle est fixée au même âge pour les hétérosexuels et les homosexuels, c'est-à-dire à 16 ans.
En 2022, Avaz Hafizli, journaliste de la chaine d'information Kanal 13 ouvertement gay et militant pour les droits LGBT+ est castré et assassiné par son cousin Amrulla Gulaliyev.